# Live at the US Festival
Live at the US Festival es un álbum en vivo y DVD de la banda canadiense de hard rock Triumph y fue publicado en 2003. Fue grabado durante su presentación en el US Festival, el cual se efectuó los  días 28, 29 y 30 de mayo de 1983 en San Bernardino, California, en los Estados Unidos.
Triumph tocó el 29 de mayo, el cual fue nombrado como "Heavy Metal Sunday" (en español "Domingo de Heavy Metal") junto a Ozzy Osbourne, Judas Priest, Scorpions, Mötley Crüe, Quiet Riot y Van Halen. El número de asistencia en el "Heavy Metal Sunday" fue de 500.000 personas.
En la edición de DVD se muestra un detrás de cámaras de como se preparan los integrantes de Triumph antes de sus conciertos, como se arma el escenario, la pirotecnia, el humo y el equipo de luces antes de sus presentaciones. Además, Rik Emmett explica su proceso de composición de canciones en su casa, aparte de que Triumph entrevista a celebridades como Ronnie James Dio que hicieron acto de presencia durante el festival.  También fueron incluidos los vídeos en vivo de «Spellbound» y «Follow Your Heart».

## Lista de canciones

### Versión de disco compacto
| A Side |                           |                                         |          |  |
| N.º    | Título                    | Escritor(es)                            | Duración |  |
| 1.     | «Allied Forces»           | Rik Emmett / Michael Levine / Gil Moore | 3:41     |  |
| 2.     | «Lay It on The Line»      | Emmett / Levine / Moore                 | 4:30     |  |
| 3.     | «Never Surrender»         | Emmett / Levine / Moore                 | 6:37     |  |
| 4.     | «Magic Power»             | Emmett / Levine / Moore                 | 5:49     |  |
| 5.     | «A World of Fantasy»      | Emmett / Levine / Moore                 | 5:32     |  |
| 6.     | «Rock & Roll Machine»     | Emmett / Levine / Moore                 | 10:31    |  |
| 7.     | «When the Lights Go Down» | Emmett / Levine / Moore                 | 6:18     |  |
| 8.     | «Fight the Good Fight»    | Emmett / Levine / Moore                 | 7:38     |  |

#### Canción adicional
| A Side |                     |                         |          |  |
| N.º    | Título              | Escritor(es)            | Duración |  |
| 9.     | «Follow Your Heart» | Emmett / Levine / Moore | 4:06     |  |

### Versión de DVD
| A Side |                           |                         |          |  |
| N.º    | Título                    | Escritor(es)            | Duración |  |
| 1.     | «Allied Forces»           | Emmett / Levine / Moore | 3:41     |  |
| 2.     | «Lay It on The Line»      | Emmett / Levine / Moore | 4:30     |  |
| 3.     | «Never Surrender»         | Emmett / Levine / Moore | 6:37     |  |
| 4.     | «Magic Power»             | Emmett / Levine / Moore | 5:49     |  |
| 5.     | «A World of Fantasy»      | Emmett / Levine / Moore | 5:32     |  |
| 6.     | «Rock & Roll Machine»     | Emmett / Levine / Moore | 10:31    |  |
| 7.     | «When the Lights Go Down» | Emmett / Levine / Moore | 6:18     |  |
| 8.     | «Fight the Good Fight»    | Emmett / Levine / Moore | 7:38     |  |

#### Contenido adicional
| A Side |                     |                         |          |  |
| N.º    | Título              | Escritor(es)            | Duración |  |
| 1.     | «Spellbound»        | Emmett / Levine / Moore |          |  |
| 2.     | «Follow Your Heart» | Emmett / Levine / Moore |          |  |

## Formación
- Rik Emmett — voz y guitarra
- Gil Moore — voz, batería y percusiones
- Michael Levine — bajo y teclado